# Кайла (село)
Кайла — село в Яйском районе Кемеровской области России. Административный центр Кайлинского сельского поселения.

## География
Село находится в северной части области, на берегах реки Кайла, к востоку от реки Китат (приток Яи), на расстоянии примерно 18 километров (по прямой) к западу от районного центра посёлка городского типа Яя. Абсолютная высота — 159 метров над уровнем моря.
Часовой пояс
Село Кайла, как и вся Кемеровская область, находится в часовой зоне МСК+4. Смещение применяемого времени относительно UTC составляет +7:00.

## История
В «Списке населенных мест Российской империи» 1868 года издания населённый пункт упомянут как казённая деревня Кайлинская Томского округа (3-го участка) при реках Кайле и Китате, расположенная в 127 верстах от окружного центра Томска. В деревне имелось 57 дворов и проживало 352 человека (207 мужчин и 145 женщин).
В 1911 году в деревне Кайла, входившей в состав Судженской волости Томского уезда, имелось 140 дворов и проживало 1172 человека (610 мужчин и 562 женщины). Имелась церковь, освящённая во имя святого Николая.
По данным 1926 года имелось 206 хозяйств и проживало 1125 человек (в основном — русские). Функционировали школа первой ступени и лавка общества потребителей.
В административном отношении село являлось центром Кайлинского сельсовета Судженского района Томского округа Сибирского края.

## Население
| 2010 |
| ---- |
| 726  |

Половой состав
По данным Всероссийской переписи населения 2010 года в гендерной структуре населения мужчины составляли 49 %, женщины — соответственно 51 %.
Национальный состав
Согласно результатам переписи 2002 года, в национальной структуре населения русские составляли 92 % из 834 чел.

## Инфраструктура
В Кайле функционируют средняя общеобразовательная школа, детский сад, врачебная амбулатория, дом культуры, библиотека и почтовое отделение.

## Улицы
Уличная сеть села состоит из семи улиц и одного переулка.